# 瑰麗凹尾塘鱧
瑰麗凹尾塘鱧（学名：Ptereleotris evides），又名黑尾鰭塘鱧，为條鰭魚綱鱸形目凹尾塘鱧科鰭塘鱧屬下的一个种。主要分布于印度洋和西太平洋海域，栖息深度为2米至15米，体长可达14公分。